# Parabathyscia doriae
Parabathyscia doriae es una especie de escarabajo del género Parabathyscia, familia Leiodidae. Fue descrita por primera vez por Leon Fairmaire en 1872.

## Distribución
Esta especie se encuentra en Italia.